# Midnight Memories
Midnight Memories é o terceiro álbum de estúdio da boy band britânica-irlandesa One Direction, lançado em 25 de novembro de 2013 através da gravadora Sony Music Entertainment. O single de avanço para promoção do disco, "Best Song Ever", foi disponibilizado na iTunes Store de todo o mundo em 22 de julho de 2013.

## Antecedentes
Após o lançamento de seu segundo álbum de estúdio, Take Me Home (2012), que vendeu mais de 4 milhões de cópias em todo o mundo, a boy band gravou um medley da banda Blondie e dos The Undertones, "One Way or Another (Teenage Kicks)", que foi lançado como single de caridade para arrecadar lucros a Comic Relief. Em seguida, foi anunciada uma turnê mundial da banda, Where We Are Tour, que servirá para promover Midnight Memories. Em 29 de agosto de 2013, a banda lançou o filme documentário One Direction: This Is Us, que contava com "Best Song Ever" como canção de fundo durante o trailer para a promoção do filme. Em resposta ao estilo musical do disco, Liam Payne disse que o álbum contaria com um "tom mais rock", e acrescentou o seguinte:
| “ | [Nós] tivemos a oportunidade de trabalhar com diversos grandes compositores e produtores, as letras estão mais ousadas, crescendo conforme nós crescemos. | ” |

## Singlese divulgação

### Singles
O primeiro single do projeto, "Best Song Ever", foi lançado em 22 de julho de 2013, através da iTunes Store em todo o mundo. Composta por Wayne Hector, John Ryan, Julian Bunetta e Ed Drewett, a faixa alcançou a segunda posição da Billboard Hot 100 e da UK Singles Charts. A banda apresentou a canção pela primeira vez durante a Take Me Home Tour, em um show pela Califórnia. Durante o mês de agosto, o grupo também interpretou o single no Teen Choice Awards,America's Got Talent e no programa de televisão Today Show. O videoclipe de "Best Song Ever" foi dirigido por Ben Winston, e lançado em 22 de julho de 2013, através do canal oficial da banda pelo Vevo.
"Story of My Life" foi lançado como o segundo single do álbum em 28 de outubro de 2013. A canção foi apresentada no The X Factor em 21 de novembro e três dias depois no American Music Awards. O videoclipe do single foi dirigido pelo mesmo de "Best Song Ever", e foi lançado em 3 de novembro pelo Vevo.

### Singlespromocionais
"Diana" e a faixa título do álbum, "Midnight Memories", foram lançadas como singles promocionais para a divulgação do álbum, ambas estrearam na Billboard Hot 100 na 11.ª e 12.ª posição, respectivamente. Mais tarde, a canção "Strong" foi lançada como terceiro single promocional, estreando na 87.ª colocação da Billboard Hot 100.

### Turnê
Em maio de 2013, a boy band anunciou a turnê de acompanhamento para o disco, intitulada Where We Are Tour, que teve início em abril de 2014.

## Recepção crítica
| Críticas profissionais | Críticas profissionais |
| Pontuações agregadas   | Pontuações agregadas   |
| Fonte                  | Avaliação              |
| ---------------------- | ---------------------- |
| Metacritic             | 60/100                 |
| Avaliações da crítica  |                        |
| Fonte                  | Avaliação              |
| Allmusic               | 4 de 5 estrelas.       |
| Entertainment Weekly   | (B–)                   |
| Billboard              | (Positiva)             |
| USA Today              | 3 de 4 estrelas.       |
| Idolator               | 3.5 de 5 estrelas.     |
| The A.V. Club          | (B–)                   |
| The Telegraph          | 4 de 5 estrelas.       |
| Los Angeles Times      | 2.5 de 4 estrelas.     |

Midnight Memories recebeu comentários positivos da crítica especializada. O site Metacritic deu ao álbum uma média de 60 de 100, baseando-se em 14 opiniões e resenhas positivas e negativas recebidas pelos críticos de música. Em uma revisão positiva, o allmusic deu 4 de 5 estrelas ao álbum, notando que em tão pouco tempo a banda conseguiu crescer musicalmente, escrevendo que "Through the Dark" e "Something Great" eram faixas destaques do álbum por serem "fortemente influenciadas musicalmente por The Lumineers e Mumford & Sons". O Entertainment Weekly elogiou o estilo musical do álbum, dizendo: "Estranhamente, para um álbum feito por rapazes nascidos no início dos anos 90, os estilos musicais dos anos 80 predominam o álbum". A revista Billboard deu uma avaliação positiva ao disco e notou que Midnight Memories "deixa claro a evolução contínua da banda", destacando "Little Black Dress" como "um retorno triunfal da banda".
Brian Mansfield do USA Today deu ao álbum 3 de 4 estrelas, escrevendo que Midnight Memories "usa influências do rock clássico deixando o dance-pop de Take Me Home no passado". Em uma revisão mista, Sam Lansky do Idolator atribuiu ao disco 3.5 de 5 estrelas, escrevendo que "os refrões são maravilhosos, as harmonias são agradáveis, mas a produção é tensa", notando que algumas baladas parecem ter o "estilo de Ed Sheeran" e faz Midnight Memories se tornar "mais trabalhoso do que ele tem que ser". Entretanto, Lansky elogiou a participação do grupo com a composição de algumas faixas do projeto. Annie Zaleski do The A.V. Club escreveu que com Midnight Memories, a banda, obviamente, mostra bem sua maturidade e capitalizam o seu talento. Zaleski disse que o álbum não é um divisor de águas, mas é um trabalho exatamente certo para o momento da banda, dizendo que o disco tem "bastante personalidade e solos dramáticos que satisfazem os fãs" e mostra "credibilidade que pode dar ao One Direction uma carreira duradoura".
Neil McCormick do The Telegraph se mostrou positivo em relação ao álbum, o chamando de "atrevido, confiante e mostram que os garotos sabem que são vencedores", elogiando seus "ritmos sólidos com guitarras robustas como uma junção de Kelly Clarkson e McFly". Mikael Wood do jornal Los Angeles Times escreveu que a banda "facilmente entrega o álbum de rock mais convincente do ano", dizendo que Midnight Memories "foi projetado para conquistar (ou talvez irritar ainda mais) algumas pessoas que zombam da ideia de que One Direction é a maior banda do planeta".

## Alinhamento de faixas
A lista de faixas do disco foi anunciada em 11 de outubro de 2013, através do Twitter oficial da banda.
| Edição padrão  |                                 |                                                                                                |                          |         |  |
| N.º            | Título                          | Compositor(es)                                                                                 | Produtor(es)             | Duração |  |
| 1.             | "Best Song Ever"                | Wayne Hector, John Ryan, Julian Bunetta, Ed Drewett                                            | Bunetta, Ryan, Matt Rad  | 3:22    |  |
| 2.             | "Story of My Life"              | Jamie Scott, Ryan, Bunetta, Harry Styles, Zayn Malik, Louis Tomlinson, Liam Payne, Niall Horan | Bunetta, Ryan            | 4:05    |  |
| 3.             | "Diana"                         | Ryan, Bunetta, Scott, Payne, Tomlinson                                                         | Bunetta, Ryan            | 3:05    |  |
| 4.             | "Midnight Memories"             | Ryan, Bunetta, Scott, Payne, Tomlinson                                                         | Bunetta, Ryan            | 2:56    |  |
| 5.             | "You & I"                       | Ryan, Bunetta, Scott                                                                           | Bunetta, Ryan            | 3:58    |  |
| 6.             | "Don't Forget Where You Belong" | Tom Fletcher, Dougie Poynter, Danny Jones, Horan                                               | Jones, Fletcher, Poynter | 4:01    |  |
| 7.             | "Strong"                        | Tomlinson, Scott, Ryan, Bunetta                                                                | Bunetta, Ryan            | 3:04    |  |
| 8.             | "Happily"                       | Savan Kotecha, Styles, Carl Falk                                                               | Falk                     | 2:55    |  |
| 9.             | "Right Now"                     | Ryan Tedder, Tomlinson, Styles, Payne                                                          | Tedder                   | 3:20    |  |
| 10.            | "Little Black Dress"            | Bunetta, Ryan, Tomlinson, Payne, Teddy Geiger                                                  | Bunetta, Ryan, Geiger    | 2:35    |  |
| 11.            | "Through the Dark"              | Scott, Tomlinson, Payne, Toby Smith                                                            | Scott, Smith             | 3:41    |  |
| 12.            | "Something Great"               | Styles, Jacknife Lee, Gary Lightbody                                                           | Lee                      | 3:56    |  |
| 13.            | "Little White Lies"             | Payne, Tomlinson, Bunetta, Drewett, Ryan, Hector                                               | Bunetta, Ryan            | 3:17    |  |
| 14.            | "Better Than Words"             | Bunetta, Ryan, Tomlinson, Payne, Scott                                                         | Bunetta, Ryan            | 3:30    |  |
| Duração total: | Duração total:                  | Duração total:                                                                                 | Duração total:           | 45:05   |  |

| Edição deluxe |                         |                                               |                    |         |  |
| N.º           | Título                  | Compositor(es)                                | Produtor(es)       | Duração |  |
| 15.           | "Why Don't We Go There" | Steve Robson, Claude Kelly, Hector, Tomlinson | Robson             | 2:57    |  |
| 16.           | "Does He Know?"         | Bunetta, Ryan, Scott, Tomlinson, Payne        | Bunetta, Ryan      | 3:08    |  |
| 17.           | "Alive"                 | Bunetta, Ryan, Scott, Tomlinson               | Rad, Ryan, Bunetta | 2:42    |  |
| 18.           | "Half A Heart"          | Lindy Robbins, Drewett, Robson                | Robson             | 3:10    |  |

## Desempenho comercial
Com 237 mil cópias vendidas em sua primeira semana de distribuição, incluindo mais de 187 mil em seus três primeiros dias, Midnight Memories acabou por debutar na primeira posição da principal tabela musical do Reino Unido, a UK Albums Chart, tornando-se o álbum mais vendido rapidamente do ano e o mais vendido na carreira da banda na primeira semana. Na sua segunda semana de vendas, o material manteve-se no número um, registrando mais 124 mil exemplares comercializados — acumulando um total de 361 mil cópias vendidas em duas semanas. Também entrou no primeiro lugar nos Estados Unidos, através da Billboard 200, assim como os seus álbuns anteriores, Up All Night (2011) e Take Me Home (2012), com 546 mil cópias vendidas no país. Após esse acontecimento, a One Direction tornou-se a primeira banda britânica desde 1967 a colocar três álbuns no número um consecutivamente na principal tabela dos EUA. Na edição seguinte, caiu para a segunda posição, com 117 mil exemplares distribuídos, descendo novamente para o número cinco em 19 de dezembro, apesar de ter exportado outras 124 mil unidades — tendo acumulado 786 mil réplicas desde o seu lançamento. Mundialmente, o álbum estrou na primeira posição da loja virtual iTunes Store em 97 países, incluindo a Alemanha, o Canadá e a França, de acordo com a editora discográfica Sony Music Entertainment.
| Tabela musical (2013)                                         | Melhor posição |
| ------------------------------------------------------------- | -------------- |
| Alemanha (Media Control Charts)                               | 5              |
| Austrália (ARIA Charts)                                       | 1              |
| Áustria (Ö3 Austria Top 40)                                   | 2              |
| Bélgica (Ultratop 50 de Flandres)                             | 1              |
| Bélgica (Ultratop 40 da Valônia)                              | 2              |
| Canadá (Canadian Albums Chart)                                | 1              |
| Coreia do Sul (Gaon Music Chart)                              | 20             |
| Croácia (Croatian Albums Chart)                               | 1              |
| Dinamarca (Hitlisten)                                         | 1              |
| Escócia (The Official Charts Company)                         | 1              |
| Espanha (PROMUSICAE)                                          | 1              |
| Estados Unidos (Billboard 200)                                | 1              |
| Finlândia (Suomen virallinen lista)                           | 2              |
| França (Syndicat National de l'Édition Phonographique)        | 2              |
| Grécia (Association of Greek Producers of Phonograms)         | 3              |
| Hungria (Magyar Hanglemezkiadók Szövetsége)                   | 1              |
| Irlanda (Irish Recorded Music Association)                    | 1              |
| Itália (Federazione Industria Musicale Italiana)              | 2              |
| Japão (Oricon)                                                | 3              |
| México (Asociación Mexicana de Productores de Fonogramas)     | 1              |
| Noruega (VG-lista)                                            | 1              |
| Nova Zelândia (Recording Industry Association of New Zealand) | 2              |
| Países Baixos (MegaCharts)                                    | 2              |
| Polônia (Związek Producentów Audio Video)                     | 2              |
| Portugal (Associação Fonográfica Portuguesa)                  | 1              |
| Reino Unido (UK Albums Chart)                                 | 1              |
| Chéquia (Czech Albums Chart)                                  | 1              |
| Suécia (Sverigetopplistan)                                    | 1              |
| Suíça (Schweizer Hitparade)                                   | 2              |
| Taiwan (G-Music)                                              | 1              |

| País (Provedor)                 | Certificação | Vendas     |
| ------------------------------- | ------------ | ---------- |
| Argentina (CAPIF)               | 2× Platina   | 80.000+    |
| Austrália (ARIA)                | 2× Platina   | 140.000+   |
| Bélgica (BEA)                   | Ouro         | 30.000+    |
| Brasil (Pro-Música Brasil)      | 3× Platina   | 120.000+   |
| Canadá (Music Canada)           | 2× Platina   | 160.000+   |
| Chile (IFPI Chile)              | 5× Platina   | 40.000+    |
| Dinamarca (IFPI Dinamarca)      | Platina      | 30.000+    |
| Espanha (PROMUSICAE)            | 2× Platina   | 80.000+    |
| Estados Unidos - (RIAA)         | Platina      | 1.000.000+ |
| Finlândia - (Musiikkituottajat) | Platina      | 36.000+    |
| Hungria (MAHASZ)                | Platina      | 6.000+     |
| Itália (FIMI)                   | 2× Platina   | 120.000+   |
| Irlanda - IRMA                  | 3× Platina   | 70,000+    |
| Japão (RIAJ)                    | Platina      | 250.000+   |
| México (AMPROFON)               | 4× Platina   | 240.000+   |
| Nova Zelândia (RIANZ)           | Platina      | 15.000+    |
| Peru (IFPI Peru)                | Ouro         | 3.000+     |
| Polônia (ZPAV)                  | Platina      | 30.000+    |
| Reino Unido (BPI)               | 2× Platina   | 685.000+   |
| Suécia (GLF)                    | Platina      | 30.000+    |
| Suíça (IFPI Schweiz)            | Platina      | 30.000+    |
| Uruguai (CUD)                   | 2× Platina   | 8.000+     |
| Venezuela (APFV)                | Diamante     | 110.000+   |

## Histórico de lançamento
| País             | Data                   | Formato(s)           | Edição(ões)    |
| ---------------- | ---------------------- | -------------------- | -------------- |
| Austrália        | 25 de novembro de 2013 | CD, download digital | Padrão, deluxe |
| Canadá           | 25 de novembro de 2013 | CD, download digital | Padrão, deluxe |
| França           | 25 de novembro de 2013 | CD, download digital | Padrão, deluxe |
| Alemanha         | 25 de novembro de 2013 | CD, download digital | Padrão, deluxe |
| Itália           | 25 de novembro de 2013 | CD, download digital | Padrão, deluxe |
| Reino Unido      | 25 de novembro de 2013 | CD, download digital | Padrão, deluxe |
| Estados Unidos   | 25 de novembro de 2013 | CD, download digital | Padrão, deluxe |
| Espanha Portugal | 26 de novembro de 2013 | CD, download digital | Padrão, deluxe |